# アーダルベルト1世 (テック公)

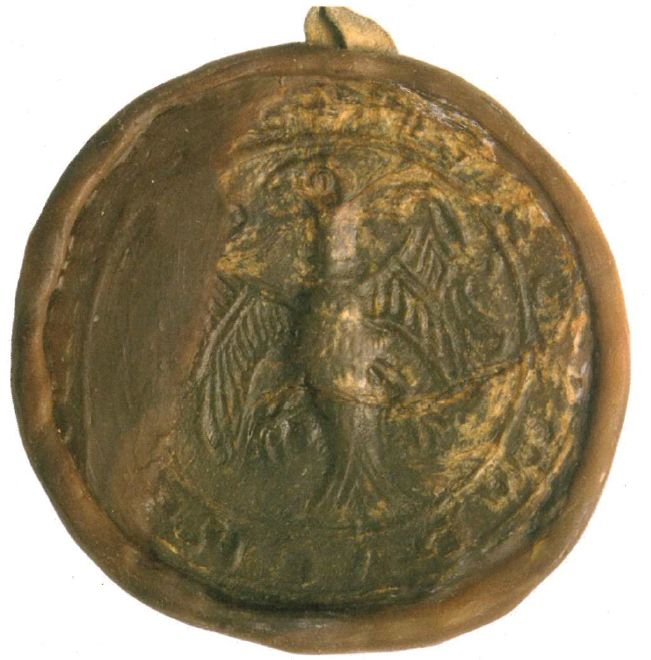
アーダルベルト1世のシール（1190年ごろ）

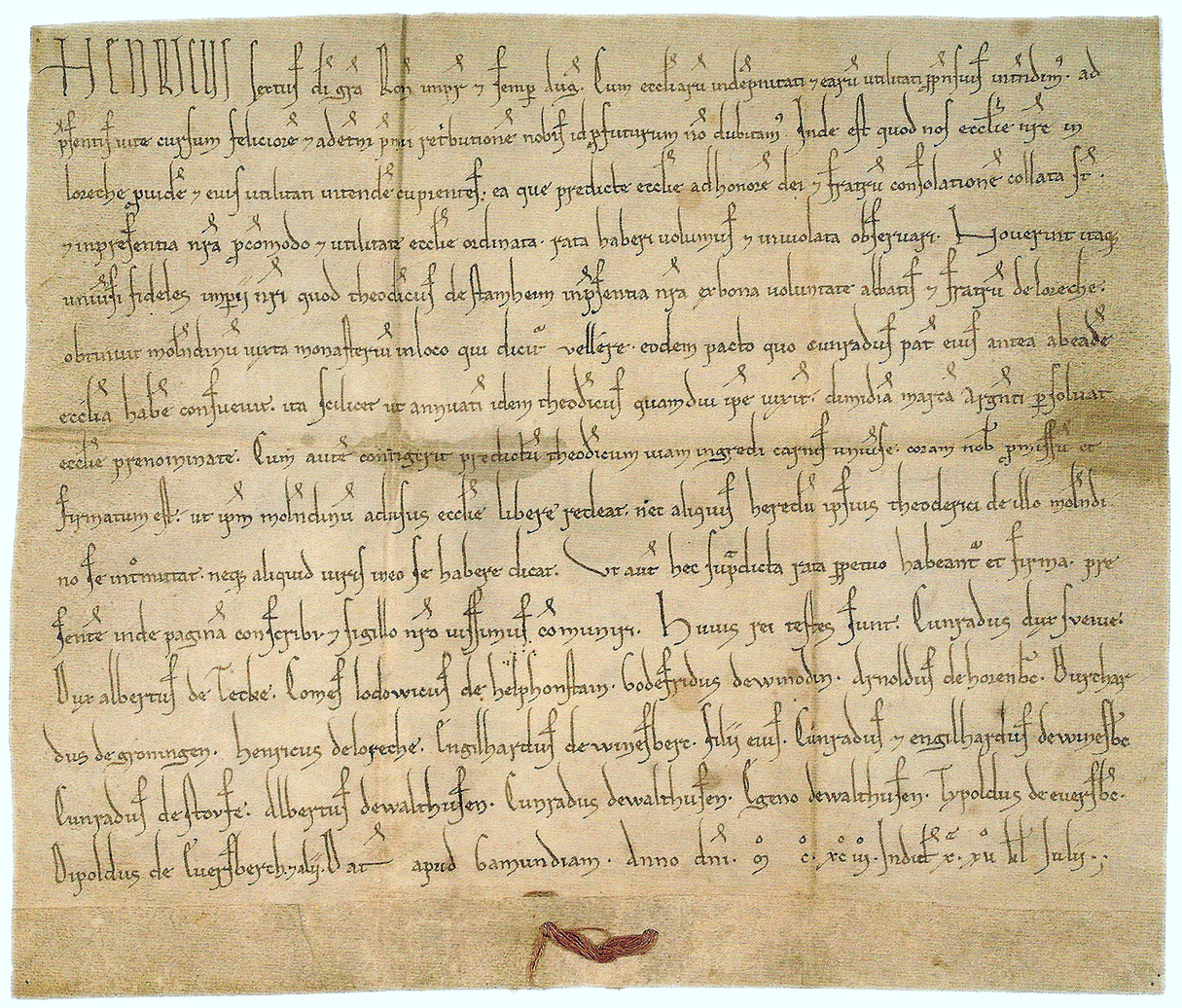
1192/93年のハインリヒ6世の文書における「Dux Alberus de Tecke」に関する言及

アーダルベルト1世（ドイツ語：Adalbert I., 1135年ごろ - 1195年ごろ）は、ツェーリンゲン公コンラート1世の息子で、兄ベルトルト4世の死後にテック公を名乗り、テック公家（1439年断絶）の祖となった。

## 生涯
アーダルベルト1世はツェーリンゲン公コンラート1世とクレマンス・ド・ナミュールの息子である。母の兄の名をとって名付けられたとみられる。
兄ベルトルト4世の死後、アーダルベルトはテック城周辺のアルプ山麓、およびザンクト・ガレン修道院の献酌職とつながるネッカー川上流域にあるツェーリンゲンの土地を譲り受けた。アーダルベルト1世は1146年にコンラート1世の息子として初めて言及され、1152年にはベルトルト4世の弟として言及されている。1185年頃ごろ、「dux Adilbertus di Deche」がシュヴァーベン公フリードリヒ6世の証人として確認される。1189年5月、アーダルベルトはローマ王ハインリヒ6世の発行した文書によりテック公（dux de Tecke）に任命された。
1192年6月20日のシュヴェービッシュ・グミュント、1193年6月4日と12月10日のゲルンハウゼンおよび1193年12月12日のフランクフルトのハインリヒ6世の宮廷でのテック公アーダルベルトに関する言及、および1190年ごろのベベンハウゼン修道院に関するウラッハ伯エギノ4世（1230年没）のその他の文書においてアーダルベルトについて確認される。また、1192年にコンスタンツ司教ディートヘルム・フォン・クレンキンゲンもアーダルベルト1世とその息子アーダルベルト2世について言及している。
弟ウルムブルク公フーゴの死後、アーダルベルト1世はオルテナウおよびブライスガウの領地を手に入れた。また、バーゼル大司教領の財務官の地位を、すでにアーダルベルト1世が務めていた可能性がある。

## 結婚と子女
アーダルベルト1世はアーデルハイトと結婚し、以下の子女をもうけた。
- アーダルベルト2世（1215/19年没） - テック公
- (?) アガタ - レッヒスゲミュント伯ディーポルト（1192年以降没）と結婚
- (?) メヒティルト